# Wicked Jazz Sounds
Wicked Jazz Sounds is een Amsterdamse evenementenorganisatie die is uitgegroeid tot een platform voor muziekliefhebbers. De twee oprichters Phil Horneman en Manne van der Zee startten in 2002 met een clubnacht waar dj's en livemuzikanten samen improviseerden op een dansvloer-gerichte mix van funk, soul, hiphop, house, jazz en meer.
De groep bestaat uit onder anderen dj's, muzikanten, vj's, promotors, ambassadeurs, fotografen en dansers.

## Geschiedenis
Amsterdams geboren en getogen dj Phil Horneman begon zijn muziek verzameling al op jonge leeftijd.
In 1998 stapte hij met een programmavoorstel naar de lokale radio van Amstelveen: Wicked Jazz Sounds is geboren.
In 2001 ontmoette hij Manne van der Zee via dj Leroy Rey, indertijd zijn collega in de Amsterdamse platenzaak Dance Tracks. Toen het radioprogramma stopte, begonnen ze een gelijknamige clubavond. Van der Zee vertelde dat WJS nooit bedacht is in de vorm van een concept; zo is zelfs de zondag toevalligerwijs op hun pad gekomen. "We hebben gewoon iets georganiseerd dat we zelf leuk vonden, zonder het idee dat het groot moest worden. Stapje voor stapje is het uit de hand gelopen en heeft het een bepaalde vorm aangenomen, maar altijd vanuit de basis waar ons hart voor klopt."
Het eerste officiële feestje was in De Aknathon in Amsterdam, op zondag 26 mei 2002.
De wekelijkse zondagnacht begon in Club 020, die daarna Club Zyon werd.
Verder waren er op verscheidene locaties ook regelmatig edities, zoals een maandelijks avond in De Kring aan het Leidseplein, op elke 2de zaterdag van de maand.

### Sugar Factory (2005-2018)

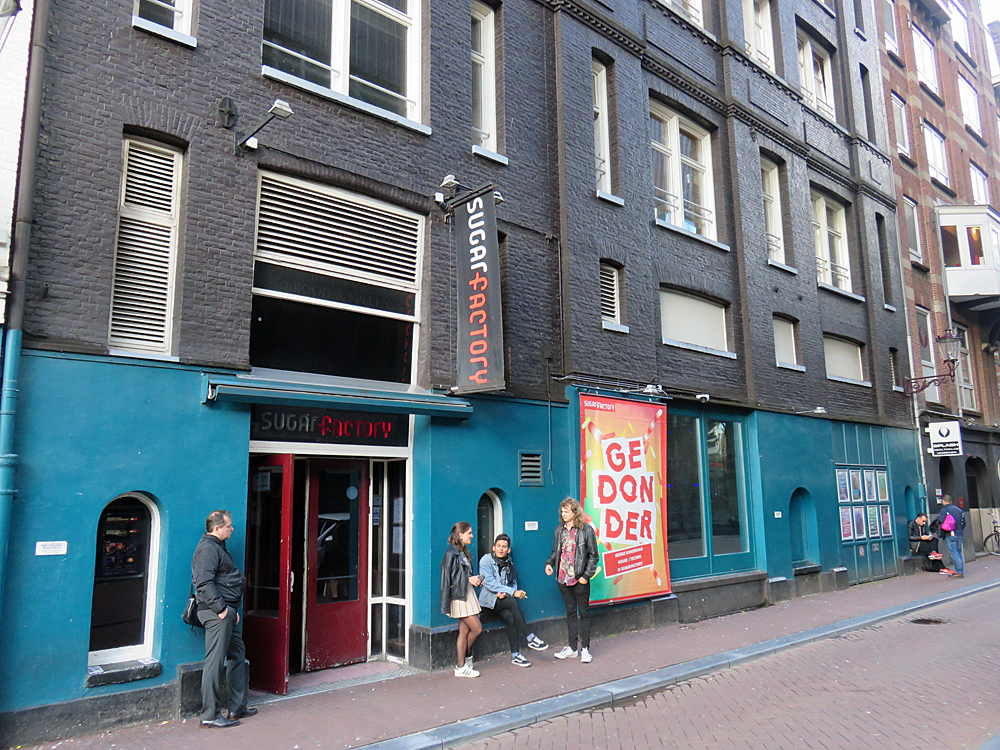
Sugar Factory ingang aan de Lijnbaansgracht.

Zondag 3 april 2005 was de openingsavond in de Sugar Factory voor WJS.
Sinds 2005 huisvestten zij zich in de Sugar Factory, met zo nu en dan met een uitstapje naar Paradiso, Melkweg, Tivoli en de North Sea Jazz Club.
Op Pinksterzondag 27 mei 2012 werden de podia van de Melkweg én Sugar Factory gevuld met een keur aan Wicked Jazz Sounds-dj's en muzikanten. "Van een feestje in een klein bovenzaaltje is Wicked Jazz Sounds in tien jaar uitgegroeid naar een muzikaal platform dat de hele wereld wil en kan laten dansen met een lach."

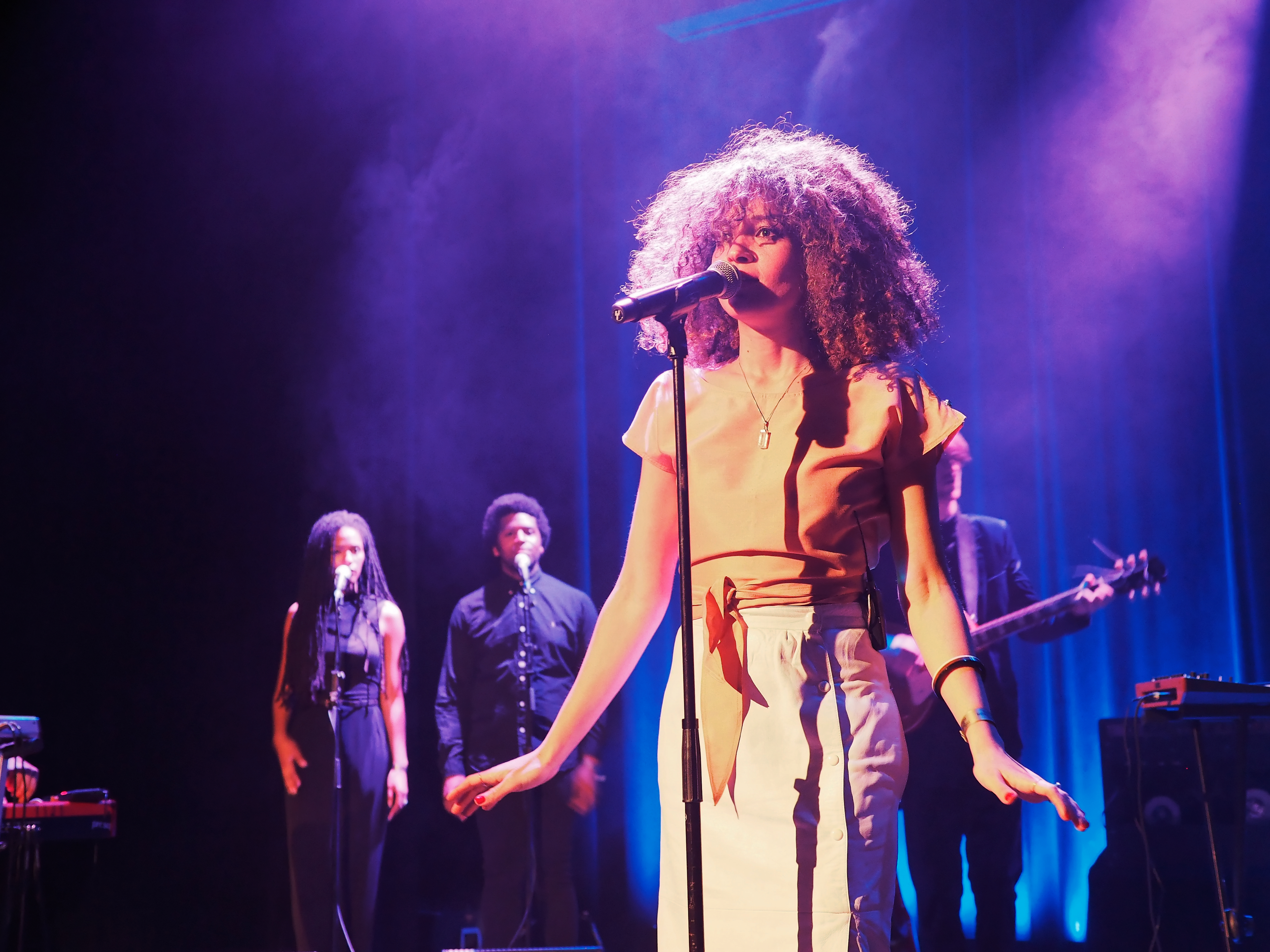
Kris Berry optreden in 2017.

In 2012 begon ook Wicked Jazz Sounds Recordings, met het uitbrengen van het debut album van Kris Berry.
De WJS organisatie heeft eind december 2018 via Facebook bekendgemaakt de club na 13,5 jaar te verlaten en door te gaan onder de vleugels van de Melkweg. Een reden hiervoor zou onzekerheid zijn over de toekomst van het feest bij de Sugar Factory. De club heeft in de eerste week van 2019 bekendgemaakt een faillissement te hebben aangevraagd en ging per direct dicht.

### Melkweg (2019)
Vanaf januari 2019 begon de organisatie bij de Melkweg, waar ze tot augustus datzelfde jaar in verscheidene zalen de wekelijkse zondag hielden.

### Claire (2019)
Na 8 maanden bij de Melkweg, werd besloten in september 2019 te verhuizen naar de club Claire aan het Rembrandtplein. “Qua sfeer en gevoel passen we beter in een echte club dan in een concertzaal", vertelde Manne van der Zee.
In oktober 2019 werd via social media bekend gemaakt dat de club Claire in november zou gaan sluiten. Noodgedwongen moest de WJS organisatie weer op zoek naar een nieuw huis.

### Lovelee (2019-heden)
De 'Young Cult Club' Lovelee, die haar deuren opende op 29 november 2019, is gevestigd op het adres van de voormalige Sugar Factory, waar WJS vanaf december de wekelijkse clubnachten organiseert.
Zondag 8 maart 2020 was de laatste editie, voor de Nederlandse overheid het nachtleven stop zette vanwege de wereldwijde COVID-19-pandemie.

## Wicked Jazz Sounds Festival
Op het NDSM terrein in Amsterdam Noord vonden er 3 edities plaats tussen de jaren 2015-2017.
Met optredens van artiesten zoals Tony Allen, Omar ft Mark de Clive-Lowe, Gallowstreet, Jungle by Night, Michelle David & The Gospel Sessions, Typhoon, Richard Spaven Trio ft Cleveland Watkiss, Henry Wu & K15, Smoove & Turrell, Mo Kolours, Boca45, Kraak & Smaak, Jeangu Macrooy, STUFF, The Mauskovic Dance Band, King Hassan, Benjamin Herman, The Ish, Kris Berry, KAUW, FAISAL, Koffie, BRUUT!, Moods, Superfly, Funky Organizers, Blowtrio, L'Enfant, Zitakula, Mutant Wildlife, The Cool Quest, De Nachtdienst, GOSTO, en Circo Simonelli.
Voor deze festivals werd samengewerkt met organisaties als Nightcare, BLIP, Mannen Van De Wereld en Kornuit.

## Radio
Arrow Jazz FM (2008-2009)
Vanaf vrijdag 21 maart 2008 had Wicked Jazz Sounds een wekelijks radioprogramma op Arrow Jazz FM. Elke vrijdagavond van 22.00 uur tot middernacht draaide Phil Horneman de muziek en een keer per maand stonden de dj's Leroy Rey en Missing Links hem bij in hun zoektocht naar de fijnste bekende en onbekende warme muziek.
KX Radio (2009-2010)
Elke woensdagavond was er een programma van 19.00 tot 21.00 uur, gepresenteerd door Phil Horneman.
Radio 6 (2010-2013)
Vanaf zaterdag 11 september 2010 had Wicked Jazz Sounds een eigen programma bij de NTR op Radio 6 met Phil Horneman als host. Op iedere zaterdag en zondag van 16.00 tot 18.00 uur was het programma te beluisteren op de nationale zender.
Red Light Radio (2014-2020)
Na zes jaar lang wekelijks programma's te hebben gemaakt op het online platform Red Light Radio kondigden zij begin mei 2020 aan te stoppen met het faciliteren van dagelijkse programma's. In totaal zijn er daar 220 Wicked Jazz Sounds-radioprogramma's gemaakt door Phil Horneman, Lucas Benjamin, Leroy Rey en Kremlin Disko.
22tracks (2009-2017)
Dj's Leroy Rey en Phil Horneman hebben jarenlang de Funk/Jazz lijst samen gecureerd totdat Lucas Benjamin zich bij hun aansloot in 2015.
Toen 22tracks er in 2017 mee stopte, gingen de dj's van Wicked Jazz zelf verder met een playlist op Spotify onder de naam Tip44 'Funk, Soul, Jazz & more'. Deze wordt nog steeds elke week vernieuwd met voornamelijk nieuwe uitgaven.

## Dj's en muzikanten

### Resident-dj's
Phil Horneman, Urvinson, Missing Links, Leroy Rey, Timst'r, Mr. Speak, RubyWax, D-Rok, Lourens Lefreak, Lucas Benjamin, Kremlin Disko.

### Muzikanten
In achttien jaar tijd hebben onder meer de volgende muzikanten meegespeeld:
Jeff Hollie, Renske Skills, Berenice van Leer, T-Roy, Grambow, Carlo Banning, Niels Bjerg, Gilian Baracs, Sista Micksta', Peter Meijer, Wolf Martini, Paul van Kessel, Diederik Rijpstra, MC Pryme, Renkse Taminiau, Gideon van Gelder, Floris van der Vlugt, Robbert Scherpenisse, Laurens Priem, Daan Herweg, Hugo den Oudsten, Bastiaan Woltjer, Bas van der Wal, Roël Calister, Lean Robbemont, Pablo Minoli, Pieter Engels, Benjamin Herman, Lady La Coco, Teus Nobel, Daniël von Piekartz, Lorijn von Piekartz, MC Knowledje, Susanne Alt, Norman Kapoyos, Lorrèn, Yishay Glick (Jessy Hay), Miss Bunty, Kika Sprangers, Tijn Wybenga, Nanghiti, Rebekka Ling, Lucas van Ee, Dirk Zandvliet, Ko Zandvliet, Boye Ingwersen, Jeroen Verberne, Felipa Anderson, Azim Inami, Luuk Hof, Jackie Lou, Koen Smits, Yordi Petit, Lito Mabjaia, Daniël van der Duim.

### Wicked Jazz Sounds Band
De Wicked Jazz Sounds Band ontstond in 2009 uit de steeds populairder wordende Wicked Jazz Sounds clubavonden in de Amsterdamse Sugar Factory.
In 2014 kwam er een vervolg op de Wicked Jazz Sounds Band: Wicked Jazz Connection.

### Gast optredens van dj's, producers en bands
LTJ Bukem, Marc Mac (4hero), Gilles Peterson, Mark de Clive-Lowe, Lefto, Opolopo & Amalia, Smoove & Turrell, Aardvarck, Jazzanova, JaySoul, Chocolate Brown, Rob Manga, Jules de la Courgette, Antal, Kid Sublime, Mr Mendel, Full Crate, Chopper Reeds (Fat Freddy's Drop), St. Paul, Inkswel, FAISAL & AliA.

#### Vj's
Sense Studios is opgericht in 2003 door Niels Kijf en Daan Nolen toen ze tijdens de Wicked Jazz Sounds clubnachten de visuals deden.
Zij richtten daarna in 2007 de VJ Academy op met vj's als coOn, Ingebritt, Candy en Holzmeister.

#### Fotografen
Door de jaren heen heeft Wicked Jazz Sounds met enkele vaste fotografen samengewerkt, waaronder Jordi Wallenburg, Dylan Jake Vermaas, en Esther Kerkvliet.

## Discografie

### Wicked Jazz Sounds-compilatie-cd's  (2005-2009)
- Vol. 1 - gecompileerd door Phil Horneman (2005)
- Vol. 2 - gecompileerd door Phil Horneman (2006)
- Vol. 3 - gecompileerd door Leroy Rey & Phil Horneman (2006)
- Vol. 4 - gecompileerd door Missing Links & Phil Horneman (2007)
- Vol. 5 - gecompileerd door Leroy Rey & Mr. Speak (2008)
- Vol. 6 - gecompileerd door Phil Horneman & Urvinson (2008)
- Vol. 7 - gecompileerd door Leroy Rey & Phil Horneman (2009)[28]

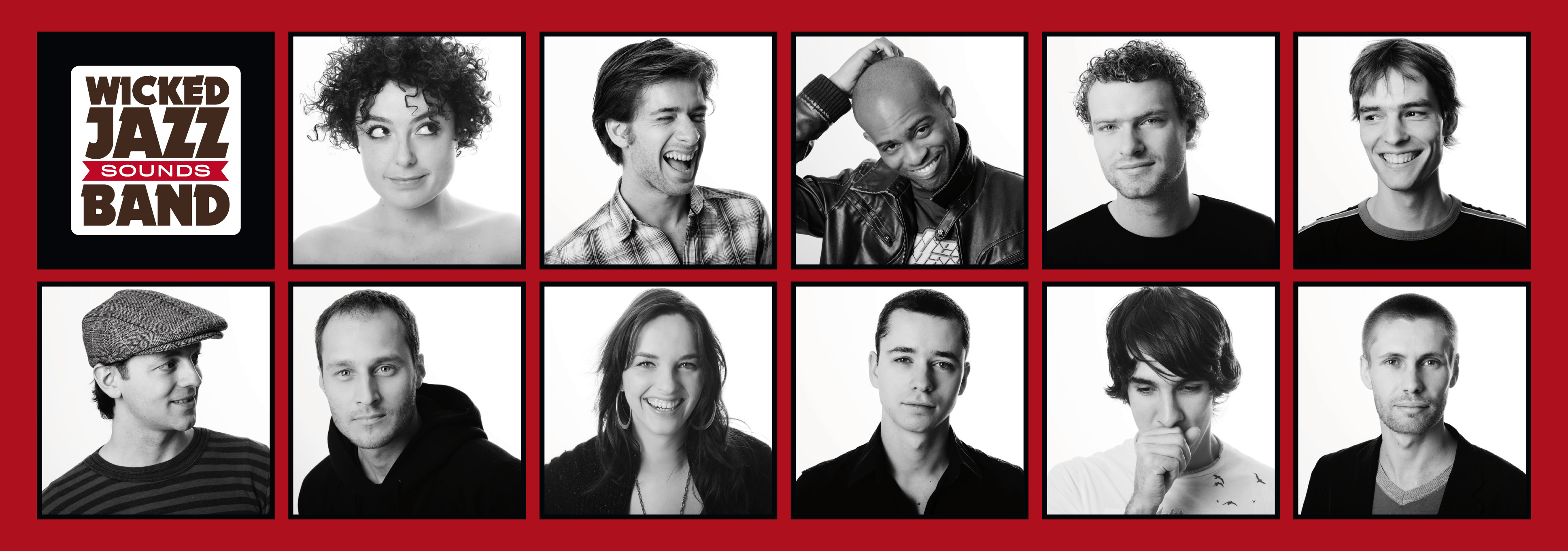
Wicked Jazz Sounds Band

### Wicked Jazz Sounds Band
Wicked Jazz Sounds Band: The Biggest Sin - cd (verschenen 6 april 2009)
Wicked Jazz Connection - cd (2014), vinyl (2017) (verschenen 4 april 2014)

### Wicked Jazz Sounds Recordings - label
Wicked Jazz Sounds heeft in het jaar van het tienjarig jubileum het muzieklabel Wicked Jazz Sounds Recordings verzelfstandigd.
Er is muziek op uitgebracht van Kris Berry, Paul van Kessel en het tweede project van de WJS-muzikanten onder de naam Wicked Jazz Connection.

### Wicked Wax-label
Eind 2016 richtten resident-dj's Leroy Rey en Lucas Benjamin het platenlabel Wicked Wax op.

## Erkenning en prestaties
Al sinds 2002 is de groep actief in het Amsterdamse nachtleven, hetgeen al snel werd opgemerkt, getuige de Gouden Kabouter voor 'beste nieuwe initiatief' in 2003.
Het debuutalbum 'The Biggest Sin' van de Wicked Jazz Sounds Band werd enthousiast ontvangen, en toen is het elf-koppige soul/funk/hiphop/jazz-collectief genomineerd voor de Edison Jazzism Publieksprijs 2009.
Enkele podia waar Wicked Jazz Sounds heeft gestaan, zijn:
North Sea Jazz festival, Loveland festival, Tivoli, Paradiso, Winkel van Sinkel, Paard van Troje, MTV festival ‘The City Is Ours’, Extrema ‘Fabulous’ festival, De Wereld Draait Door, The Hague Jazz festival, Frankfurt Open Air festival, Eurosonic festival, Extrema Outdoor festival, Mysteryland festival, Solar festival, Supernatural festival, Lowlands festival, Otis Park Nijmegen.

#### Koninginnedag/Koningsdag
10 jaar lang heeft Wicked Jazz Sounds elk jaar de Noordermarkt overgenomen met een podium voor de Finch en Proust cafés.

#### Bevrijdingsdag
In 2009 opende de Wicked Jazz Sounds Band het Bevrijdingsfestival op het Museumplein in Amsterdam.
In 2010 was de Wicked Jazz Sounds Band door het Nationaal Comité uitgeroepen tot Ambassadeurs van de Vrijheid. Zij vlogen op 5 mei per helikopter verschillende Bevrijdingsfestivals langs in Assen, Wageningen, Rotterdam en Zeeland.